# Cyathea glauca
Espèce
Cyathea glauca, aussi appelé fanjan femelle, est une espèce de fougères arborescentes de la famille des Cyatheaceae, endémique de  l'île de La Réunion, département d'outre-mer français dans l'océan Indien. Elle a été décrite par Jean-Baptiste Bory de Saint-Vincent dans son Voyage dans les quatre principales îles des mers d'Afrique paru en 1804.

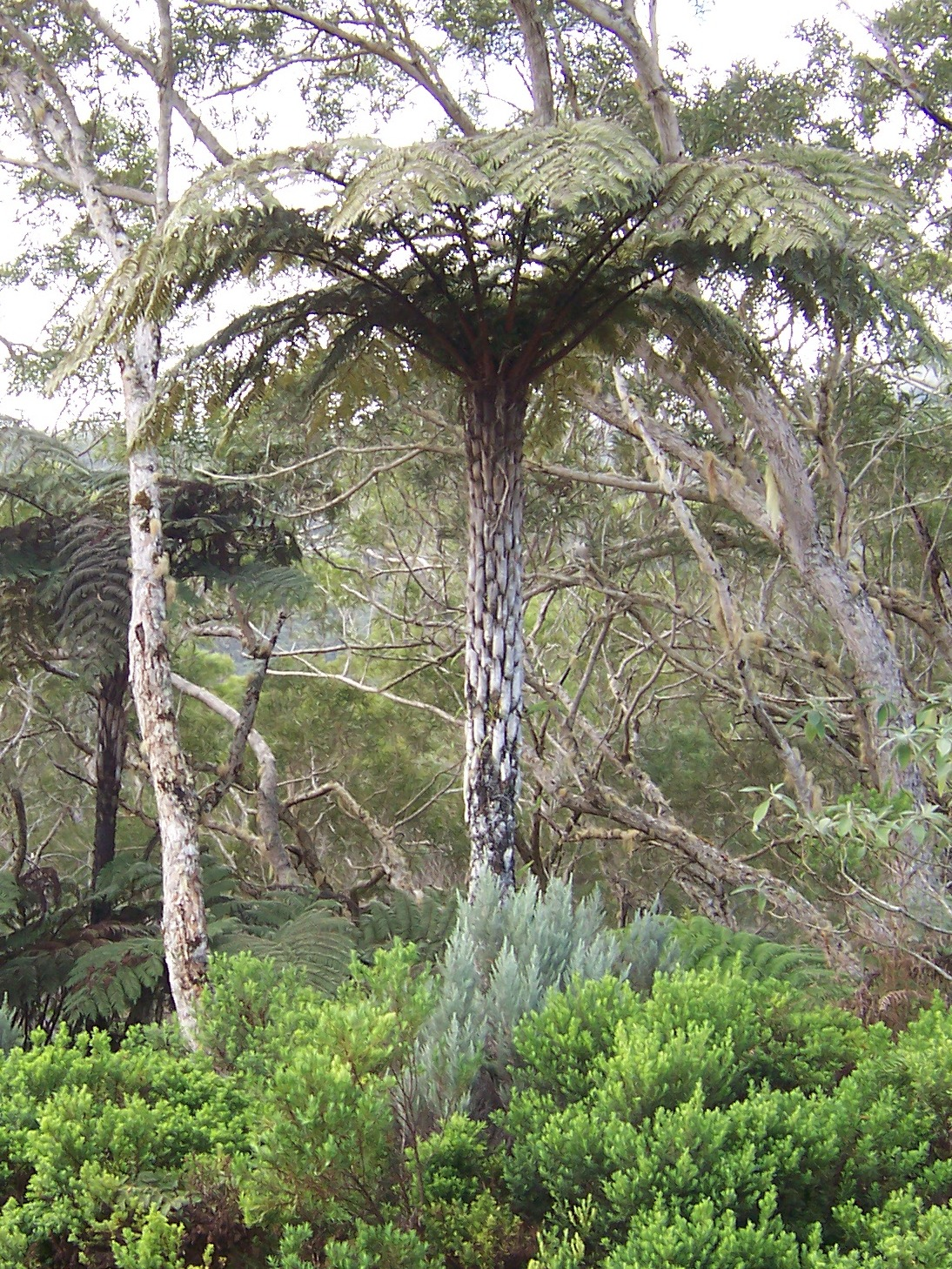
Cyathea glauca poussant sous un Acacia heterophylla dans la forêt de Bélouve.
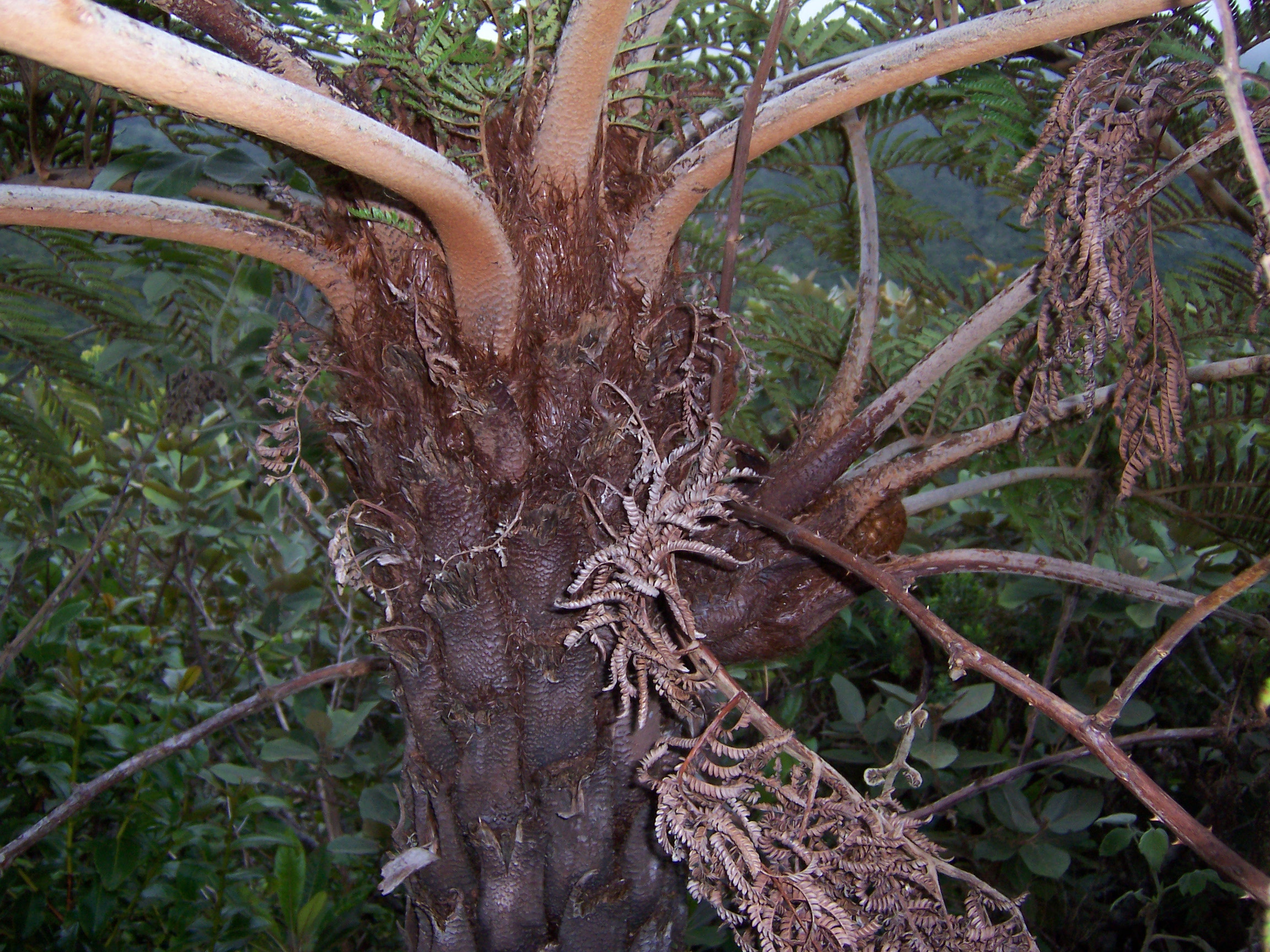
Détails du tronc et de l'insertion des frondes.